# Wrestling
Wrestling (også kaldt professionel wrestling eller pro wrestling) er en blanding af performancekunst og underholdning, der kombinerer idræt og scenekunst.
Wrestling stammer fra 1800-tallet, hvor det typisk som en del af et karneval viste tilskuerne, hvor stærke mænd kunne være. Den moderne udgave af wrestling består typisk af forskellige slag- og gribeteknikker, og det kræver intens specieltræning og ekstraordinær fysik at udføre disse.
Wrestling er blevet en vidt udbredt form for underholdning, specielt i Japan og nordamerikanske lande, som USA, Canada og Mexico. Det var også meget populært fra 1960'erne til 1980'erne i Brasilien, hvor det blev kaldt telecatch. De største stjerner inden for wrestling bliver ofte store kulturelle ikoner, eksempelvis Hulk Hogan og Ric Flair i 1980'erne, The Undertaker og Sting i 1990'erne og The Rock og John Cena i 2000'erne. Førende universiteter har udviklet kurser om vigtigheden af wrestling kulturelt.
Wrestling er i dag en milliardforretning, der primært har indtægter fra billetsalg, tv-udsendelser, merchandise og dvd-salg. Samtidig er wrestling førende inden for salg af pay-per-view-shows, særligt World Wrestling Entertainments årlige udgave af WrestleMania. World Wrestling Entertainment (WWE) er også verdens største wrestlingorganisation og opkøbte flere af dens konkurrenter i starten af 2000'erne, heriblandt World Championship Wrestling (WCW) og Extreme Championship Wrestling (ECW). Siden er Total Nonstop Action Wrestling (TNA) nu kendt som Impact wrestling, der blev startet i 2002, blevet den største konkurrent til WWE i USA. I Mexico er den førende organisation Consejo Mundial de Lucha Libre, i Japan er det New Japan Pro , og i Sydafrika er det World Wrestling Professionals.

## Regler

### Generelt
I wrestling er der få regler. De er følgende:
- Det hele er skuespil.
- Der er to måder at vinde på.
  - 1: At lægge modstanderen ned og vente på at dommeren har banket tre gange i gulvet. Man må dog ikke sidde eller ligge direkte på modstanderen.
  - 2: Ved KO (knockout). Her skal modstanderen banke tre gange i gulvet før han er ude.

Disse regler gælder kun ved 1 vs 1 kampe.
Kampe foregår mellem to eller flere wrestlere eller hold (hjørner). Hvert hjørne kan bestå af en wrestler eller et hold (tagteam) med to eller flere wrestlere på. De fleste kampe mellem hold foregår under specielle tagteam-regler. Der kan kun være én vinder eller et vindende hold.
Den mest almindelige måde at vinde en kamp på er via pinfall. Ved pinfall skal modstanderens skuldre holdes i ringgulvet i tre sekunder, eller indtil dommeren har slået tre gange i gulvet. Man kan også vinde ved at slå modstanderen bevidstløs, ved at tvinge modstanderen til at give op (submission), hvis modstanderen bliver diskvalificeret (DQ) eller vælger at trække sig, eller hvis modstanderen bliver talt ud af dommeren. Dommeren kan tælle en wrestler ud, hvis wrestleren har været uden for ringen for længe.
Der er sat tidsbegrænsning på de fleste kampe. Typisk er der en tidsbegrænsning på mellem 10 og 30 minutter, men titelkampe kan vare op til en time. I wrestling er der dog også en speciel kamp kendt som Iron Man match, hvor wrestlerne inden for en bestemt tidsbegrænsning (fx 30 eller 60 minutter) skal forsøge at vinde så mange gange, fx ved pinfall.
I kampe med flere deltagere bruger man ofte et elimineringssystem. Hvis en deltager taber (fx ved pinfall) ryger wrestleren ud af kampen, mens de andre deltagere fortsætter, indtil der kun er én tilbage. I andre kampe af samme type er det deltageren, der opnår det første pinfall, der vinder. I titelkampe betyder det, at i modsætning til almindelige kampe kan den forsvarende mester tabe sit titelbælte, selvom han ikke er involveret i kampens afgørelse.
Hver kamp har en dommer, der bestemmer kampens udfald. Hvad enten det gælder et pinfall eller en diskvalifikation skal dommeren have set hændelsen, før han kan bestemme kampens udfald. Med andre ord kan dommeren ikke diskvalificere en wrestler, hvis dommeren ikke har set wrestleren udføre noget ulovligt. I nogle tilfælde bruges der specielle gæstedommere.
Kampene foregår normalt inde i en wrestlingring med fire hjørner. Der hænger tre reb mellem hver ringstolpe. Det er meningen, at kampene skal foregå inde i ringen, men nogle gange ender kampen uden for ringen eller blandt tilskuerne for at begejstre publikummet.

### Tag-regler
I nogle kampe mellem hold (tagteam-kampe) er det kun den ene holddeltager, der lovligt må optræde i ringen. To wrestlere kan lave et tag ved at slå hinanden i hænderne og derved skifte retten til at være i ringen. Med et tag kan wrestlerne altså tagge sig ind og ud af ringen. De wrestlere, der ikke lovligt må optræde i ringen, skal vente uden for ringen, og de må ikke opsøge kontakt med andre deltagere i kampen. I de fleste wrestlingorganisationer skal wrestleren røre ved ringhjørnet for at blive tagget ind. En speciel kamp som Texas Tornado Tag Team match må alle deltagere lovligt optræde inde i ringen, og det er derfor ikke nødvendigt at bruge tags.

### Teknikker
En wrestler må tage fat, holde, vride eller slå hvilken som helt kropsdel på modstanderen med undtagelse af halsen, skridtet eller øjnene. En modstanders hår eller tøj må heller ikke berøres.
Wrestlere må slå en modstander ved at bruge hvilken som helst del af deres krop, dog ikke med en knyttet næve eller spidsen af støvlen. Det er ikke tilladt at bide eller spytte. Hvis wrestlere gør dette, slipper de som regel af sted med det alligevel med en henstilling fra dommeren om ikke at gøre det igen. En wrestler må løfte og kaste eller på andre måder tvinge sin modstander i gulvet, og det er også tilladt at kaste sig på modstanderen. Hvis en wrestler rører ringrebet, er det dog ikke tilladt at angribe.

### Afgørelse

#### Pinfall
En wrestler skal holde modstanderens skuldre i gulvet, samtidig med at dommeren slår tre gange i gulvet (pinfall). Hvis dette lykkes, har wrestleren vundet kampen. Det er det mest almindelige måde at vinde en kamp på. Det er dog ikke tilladt for wrestleren at bruge ringrebet som hjælp, og man må heller ikke tage fat i modstanderens tøj. Ofte gør heel-wrestlere dette, mens dommeren kigger væk.

#### Give op
En wrestler kan også vinde kampen, hvis han får modstanderen til at give op (submission), fx i en arm- eller benlås. Hvis modstanderen besvimer i sådan et greb, afgør det også kampen. I nogle tilfælde tager dommeren hånden op tre gange i træk, og hvis wrestleren ikke har kræfter til at holde hånden oppe alle tre gange, taber han. En wrester kan også vinde ved at slå modstanderen ud (knockout). Dommeren tjekker, om wrestleren er slået helt ud, og hvis det er tilfældet, giver han sejren til modstanderen. Hvis en wrestler ønsker at give op, kan han hurtigt slå hånden i gulvet flere gange efter hinanden (tapping out).
Submission-wrestling var tidligere en meget vigtigere del af sporten, end det er i dag. På trods af det er der dog stadig nogle mainstream-wrestlere, der benytter sådanne greb til at afgøre deres kampe, fx Chris Jericho, Ric Flair, Bret Hart, Kurt Angle, The Undertaker, Sting og Dean Malenko. Hvis en wrestler, der har sådan et greb som finishing move, er det almindeligvis kendt, at han er bedre til at bruge grebet end alle andre. Det er derfor også mere smertefuldt, når han bruger grebet. Når man bruger sådan et greb, må modstanderen ikke røre eller have fat i ringrebet. Hvis det er tilfældet, er man tvunget til at give slip. Hvis man ikke har givet slip, inden dommeren tæller til fem, bliver man diskvalificeret. En wrestlers manager har også autoritetet til bogstavelig talt at smide håndklædet i ringen, hvis han synes, at wrestleren burde give op.

#### Countout
En wrestler kan også blive talt ud af dommeren (countout). Det sker, hvis wrestleren har været ude af ringen i længere tid, og dommeren i mellemtiden har talt til 10 (eller 20). Wrestleren bliver i så fald diskvalificeret. Dommeren stopper med at tælle, så snart wrestleren kommer tilbage i ringen. Hvis begge wrestlere er uden for ringen, kan de begge blive talt ud og dermed diskvalificeret. Heel-wrestlere bruger ofte denne regel til at få pusten igen eller til at frustrere modstanderen.
Hvis alle wrestlere ligger ned inde i ringen samtidig, begynder dommeren også at tælle til 10. Hvis ingen af wrestlerne er kommet på benene, inden dommeren har talt til 10, ender kampen uafgjort. Hvis kun én wrestler får rejst sig op, bliver han kåret som vinder.

#### Diskvalifikation
En wrestler kan blive diskvalificeret i en kamp for en række årsager (disqualification eller DQ):
- Hvis wrestleren udøver ulovlige greb, som fx at undlade at bryde et greb, mens modstanderen rør ved ringrebet, eller hvis wrestleren river i håret, kvæler eller bider modstanderen, eller slår med en knyttet næve. Disse overtrædelser vil få dommeren til at tælle til fem, og hvis wrestleren ikke er holdt op, inden dommeren når til fem, bliver han diskvalificeret.
- Hvis wrestleren angriber modstanderens øje
- Hvis en person, der ikke deltager i kampen, blander sig ved at angribe en af deltagerne.
- Hvis wrestleren slår sin modstander med en ulovlig genstand.
- Hvis wrestleren slår eller sparker sin modstander i skridtet.
- Hvis wrestleren rør ved dommeren

I praksis bliver reglerne tit brudt, uden at det fører til en diskvalifikation, fordi dommeren bliver distraheret og derfor ikke ser, hvad der foregår bag hans ryg. Der er ikke ualmindeligt, at dommeren bliver slået bevidstløs midt i en kamp. Mens dommeren angiveligt ligger bevidstløs i ringen, bryder wrestlerne ofte reglerne. Hvis alle deltagerne i en kamp hele tiden bryder reglerne, kan dommeren afslutte kampen som en dobbelt diskvalifikation (double disqualification), hvor begge wrestlere eller hold bliver diskvalificeret. Enten ender kampen uafgjort, ellers bliver den genopstartet med det samme eller ved anden lejlighed.
I de fleste wrestlingorganisationer kan en titel ikke skifte ejer, hvis afgørelsen er en diskvalifikation, med mindre det er specificeret inden kampstart. I nogle tilfælde har heel-wrestlere udnyttet denne regel og fået sig selv diskvalificeret, så de trods nederlaget ikke mister deres titel.
I 1990'erne blev en no disqualification match populariseret i bl.a. Extreme Championship Wrestling, men senere også World Wrestling Entertainment. Hardcore-wrestling blev inkluderet i mainstream-wrestlingen, og de store organisationer indførte specielle hardcore-titler, som fx WWF Hardcore Championship og WCW Hardcore Championship, hvor reglerne uden konsekvenser måtte brydes.

#### Uafgjort
En wrestlingkamp kan ende uafgjort. En kamp ender uafgjort, hvis begge wrestlere bliver diskvalificeret samtidig, fx ved at blive talt ud. Traditionelt set kan den regerende mester ikke miste sin titel, hvis han taber kampen, fordi han bliver diskvalificeret. I starten gjaldt den regel ikke i Total Nonstop Action Wrestling, men de har senere faset den ud. En anden måde en kamp kan ende uafgjort er, hvis tiden løber ud (time-limit draw). Inden kampen kan der sættes en bestemt tidsgrænse (ofte 10, 15, 20, 30 eller 60 minutter), og hvis der ikke er fundet en vinder, inden tiden er løbet ud, ender kampen uafgjort.

#### No contest
En wrestlingkamp kan bliver erklæret for en no contest ("ingen kamp"), hvis det ikke er muligt at finde en vinder, en taber eller erklære kampen for uafgjort. Det sker, når adskillige wrestlere blander sig i kampen, eller hvis dommeren mister kontrol over kampen. Det kan også ske, hvis en eller flere deltagere får skader, der ikke skyldes modstanderen, eller hvis en programsat kamp ikke er i stand til at begynde. En no contest adskiller sig fra uafgjort, fordi i en kamp der ender uafjort, har det været muligt at finde en vinder, mens det ikke er tilfældet i en no contest. De to begreber bruges dog ofte fejlagtigt som synonymer for hinanden.

## Dramatiske elementer
Selv om en wrestlingkamp tilsyneladende er en konkurrence baseret på sportslige evner og strategi, er målet med hver kamp fra en forretningssynsvinkel, at den skal begejstre og underholde publikummet. Selv om konkurrence-delen er iscenesat, kan dramatiske elementer bruges til at få de mest intense reaktioner fra publikummet. Jo højere interessen er, jo flere tilskuere kommer der til shows. Samtidig bliver der også solgt flere billetter, og der kommer højere seertal i tv, hvilket giver flere reklamekroner, flere solgte pay-per-view-shows og øget salg af merchandise og dvd'er. Alt dette medfører større fortjeneste hos wrestlingorganisationen.

### Rolle/gimmick
I Latinamerika og engelsktalende lande spiller de fleste wrestlere (og andre medvirkende) en rolle, som nogle gange har en personlighed, der ligger fjernt fra deres egen. Disse personligheder er en gimmick, der skal vække interesse i en wrestler uden at se på hans sportslige evner. Nogle gimmicks kan være urealistiske og tegnefigursagtige (som fx Kane eller Doink the Clown), mens andre mere nærmer sig sandheden (som fx The Rock, Steve Austin og CM Punk). I lucha libre-wrestling har mange wrestlere en maske på, så de får en hemmlighed identitet i stil med en superhelt.
Nogle wrestlere beholder deres ringnavn i hele karrieren (som fx CM Punk, Randy Orton og Ricky Steamboat), mens andre skifter det hen ad vejen for at tilpasse sig eventuelle krav fra publikum eller organisationen. Nogle gange er en rolle ejet og varemærket af en wrestlingorganisation, så hvis en wrestler bliver fyret eller på anden måde forlader organisationen, må han finde på et nyt navn (og en ny rolle), når han starter i en ny wrestlingorganisation. Nogle wrestlere (fx The Rock og The Undertaker) er tæt tilknyttet deres roller og reagerer på navnet offentligt og mellem venner. Almindeligvis kalder wrestlere hinanden ved ringnavne privat. En wrestlers rolle kan blive så populær, at wrestleren begynder at optræde i andre sammenhænge i mediebranchen (fx Hulk Hogan) eller i politik (fx Jesse Ventura).
Som regel er kampe sat op imellem en face-wrestler (historisk set en fanfavorit eller "den gode") og en heel-wrestler (historisk set en slyngel eller "den onde", der har en tendens til at bryde reglerne og bruge upopulære metoder). En wrestler kan også være en "tweener", som hverken er helt face-wrestler eller helt heel-wrestler). Af og til kan en wrestler skifte fra at være face-wrestler til heel-wrestler eller omvendt. Det er ofte en hurtigt og overraskende begivenhed, men det kan også ske langsomt over længere tid. Disse vendepunkter bliver ofte afgørende øjeblikke i karrieren, som fx da Hulk Hogan i 1996 blev heel-wrestler efter at have været den mest populære face-wrestler i en helt årti. Kun ganske få wrestlere forbliver enten face- eller heel-wrestlere igennem hele karrieren, som fx Ricky Steamboat, der altid var populær blandt fans.

### Handling
De fleste kampe fortæller en historie i stil med en scene fra et teaterstykke eller en film eller en episode af en tv-serie. Face-wrestleren vil nogle gange vinde (triumf) eller tabe (tragedie). Længere historier kan udvikle sig over flere kampe i en længere periode. Siden de fleste wrestlingorganisationer har titler, er en almindelig historie om, hvem der bliver den nye mester. Derudover kan alt fra en wrestlers hår til hans job været på spil i en kamp.
Nogle kampe er designet til at fremme historien om én bestemt wrestler. Det kunne fx være intentionen at beskrive wrestleren som et stærk ustoppeligt monster, en heldig underhund, en øm taber eller andre karakterisationer. I nogle tilfælde vises der også indslag, der ikke er wrestling-relaterede, for at vise wrestlerens image uden for ringen.
Andre historier udvikler sig fra en naturligt rivalisering mellem to eller flere wrestlere. De bliver kaldt for fejder (feuds). En fejde kan vare fra et par dage til flere årtier. Fejden mellem Ric Flair og Ricky Steamboat varede eksempelvis fra slutningen af 1970'erne til starten af 1990'erne, og de mødtes angiveligt i mere end 2000 kampe (de fleste var dog såkaldte "dark matches", som ikke blev vist på tv). Teoretisk set skabes der højere interesse blandt publikummet (i wrestling-branchen kaldt for heat), jo længere en fejde varer. I et hvilket som helst wrestling vil aftenens main event være den kamp, der har mest størst interesse blandt fans. Almindeligvis lykkes det en heel-wrestler at vinde over face-wrestleren indtil deres sidste kamp. De får face-wrestlerens fans til at se frem, at han endelig får ham besejret.
Efter wrestling blev populært på tv er andre elementer blevet brugt til at fortælle en historie, som fx interviews før og efter kampen, sketches backstage, autoritetspersoner, ranglister (typisk for at finde topudfordreren til en titel), kontrakter, lotterier (fx WWE Brand Extension) og nyhedshistorier på wrestlingorganisationens hjemmeside.
Andet, som kan bruges som et dramaelement, eksisterer også inden for wrestling: romantiske forhold, racisme, korruption, familiestridigheder, tyveri, snyd, overgreb, forræderi, afpresning, misbrug, kidnapning, voldtægt og død er alle blevet beskrevet i wrestling-historier. Nogle organisationer bruger endda overnaturlige elementer, som fx magi, forbandelser, udøde wrestlere og Satan. Kendte mennesker fra andre brancher har også medvirket i wrestlingshows. Kommentatorer på tv-shows har samtidig været en vigtig del i at fortælle små detaljer og pointere forskellige handlinger, der ellers ville kunne overses af seeren, men som er vigtige for historien.

### Titler
Wrestling efterligner sportsgrene som fx boksning, hvor udøverne kæmper om forskellige titler og må forsvare en titel, de har vundet. Disse titler bliver repræsenteret fysisk af et bælte, der kan bæres af den regerende mester. Når en titel vindes af et hold, er der bælte til hvert medlem af holdet.
De fleste wrestlingorganisationer har én stor titel, og nogle har flere. Titlerne er delt op efter vægt, højde, køn, stil eller andre kvalifikationer. I mange tilfælde anerkender en organisation kun sine egne titler, men anerkendelse på tværs af organisationer er også almindeligt. Hvis en organisation bliver opkøbt af en anden, kan titlerne fortsættes i den tilbageværende organisation. Bag scenen er det en booker, som er ansat i organisationen, der bestemmer, hvem der skal bære titlen. Titlen placeres på den, som der menes at kunne skabe mest interesse blandt fans og i forbindelse med billetsalg og tv-seere. Mindre prestigefyldte titler placeres ofte på wrestlere, der udviser stort potentiale, og de bliver derved eksponeret til et bredere publikum. En kombination af titlens historie, hvem der vinder titlen, og hvor ofte den bliver forsvaret og skifter hænder har indflydelse på, hvordan fans opfatter dens kvalitet, betydning og rygte.
En wrestlers titel kan være en vigtig del af karrieren og bliver en målestok for, hvordan wrestleren har klaret sig. En wrestler, der har vundet mange store titler, viser, at han er god til at bibeholde interessen og optræder godt i ringen. De bedste wrestlere med flest titler bliver ofte betragtet som legender, selv om titlerne er forudbestemt af en booker. Den amerikanske wrestler Ric Flair har vundet VM-titlen 16 gange i løbet af karrieren fordelt over tre årtier (1981-2000), hvilket ingen har overgået, og han betragtes af mange som én af de bedste wrestlere nogensinde. Hulk Hogan, der har vundet VM-titlen 12 gange mellem 1984 og 2002, betragtes af mange som den største superstjerne og én af de bedste wrestlere inden for wrestling nogensinde.

### Særlige kampe
Ofte afvikles kampe med nogle ekstra, specielle regler for at højne interessen for en fejde eller storyline. Nogle gange vil disse kampe afslutte en fejde, og det vil være den sidste kamp mellem to wrestlere i den nærmere fremtid. Den mest kendte af disse specielle kampe er en steel cage match, hvor et stålbur er placeret omkring ringen, så wrestlerne ikke kan slippe ud af ringen, og ingen andre wrestlere eller managere kan komme ind i ringen. Samtidig bliver buret ofte brugt som våben til at gøre skade på modstanderen. Et andet eksempel er WWE's Royal Rumble match, hvor 30 wrestlere i tilfældig og ukendt rækkefølge deltager. Vinderen af kampen får en VM-titelkamp ved WrestleMania.

### Ringentré
Selv om wrestlingkampene i sig selv er det primære fokus inden for wrestling, er et nøgleelement i branchen den måde, som en wrestler kommer til ringen på (ring entrance). Almindeligvis får wrestleren den bedste og højeste reaktion (pop) fra publikummet, når deres specielt udvalgte musik spilles frem for noget, de gør i selve kampen.
I dag kommer stort set alle wrestlere til ringen, mens der over højttalerne bliver spillet musik, og mange wrestlere føjer også noget ekstra til deres entré. Musikken afspejler som regel wrestlerens personlighed og gimmick. Mange wrestlere, specielt i Nordamerika, har fået skrevet særlig musik og særlige tekster til deres ringentré. Selv om dét at bruge musikken blev opfundet langt tidligere, var det først i 1980'erne, at det blev populært i amerikansk mainstream-wrestling, bl.a. som et resultat af Hulk Hogans succes i WWF og deres Rock 'n' Wrestling Connection. I 1997 introducerede WWF en stormskærm, så wrestlerne fik spillet en video, mens de gik til ringen.
Der er også andre dramatiske elementer i en ringentré:
- en distinkt lyd eller åbningstone i musikken (eksempelvis lyden af knust glas i Steve Austins musik eller lyden fra en ko i JBL's musik)
- lyset slukker i arenaen, nogle gange med lyn (eksempelvis i The Undertakers dramatiske entré)
- komme til ringen på en måde, der passer wrestlerens rolle og gimmick, fx hurtigt og energiske eller langtsomt og stoisk (eksempelvis Ultimate Warrior, der løb i højt tempo til ringen, eller Randy Orton, der gik langtsomt)
- køre et køretøj ind i arenaen (eksempelvis Eddie Guerrero eller The Undertaker)
- posere eller vise muskler (eksempelvis Triple H)
- tale med fans
- komme til ringen igennem tilskuerpladserne (eksempelvis The Sandman)
- forlade ringen igennem tilskuerpladserne (eksempelvis Diamond Dallas Page)
- komme til ringen med sikkerhedsfolk (eksempelvis Goldberg)
- komme ned fra loftet (eksempelvis Shawn Michaels, Sting og Owen Hart)

Ved nogle af de største stjerner inden for wrestling, som fx Shawn Michaels, Triple H og The Undertaker, kan entréen til ringen vare op imod tre minutter eller længere. Det er ikke usædvanligt, at entréen nogle gange tager længere tid end selve kampen. De lange, specielle entréer finder ofte sted ved store wrestlingshows, typisk WrestleMania. Ved WrestleMania III og WrestleMania VI blev alle wrestlere transporteret til ringen med en motoriseret miniature-ring. Andre gange er bands hyret til at optræde live i arenaen.

## Wrestlerne

### Indie-wrestlere
I modsætning til de fleste rigtige sportsgrene kan rødderne i wrestling stadig ses over hele USA. Indie-foreninger kan findes i næsten alle lokalsamfund i USA. Mange organisationer holder shows i indkøbscentre, på skoler og parkeringspladser. Produktionsomkostningerne er næsten altid lave, og showene bliver promoveret med flyers, lokal-tv og internet. Wrestlere på indie-scenen betragtes som "selvstændige entreprenører" og arbejder for adskillige wrestlingorganisationer, hvor de ofte bliver betalt per optræden. Langt som de fleste mainstream-wrestlere (der arbejder i fx WWE eller TNA) begynder på indie-scenen.

### Herrewrestling
Klart størstedelen af de professionelle wrestlere er mænd, typisk i nordamerikanske wrestlingorganisationer, som fx WWE eller TNA. Wrestlerne er ofte ekstremt store, heriblandt André the Giant, Hulk Hogan, Paul "Big Show" Wight, The Undertaker, Yokozuna, Giant Gonzales, The Great Khali og Kane. Som regel bliver der sat konkurrence eller divisioner op for mænd med samme type wrestlingstil, som fx teknisk, højtflyvende, lucha libre, submission eller hardcore. Det er almindeligt, at mænd kæmper mod hinanden på tværs af vægtklasser, selv om der ofte er store forskelle på deres vægt, højde og styrke. I særlige tilfælde wrestler mænd mod kvinder.

### Kvindewrestling
Inden for kvindewrestling har der været anerkendt en verdensmester siden 1937, hvor Mildred Burke vandt den originale VM-titel for kvinder. I starten af 1950'erne dannede hun så World Women's Wrestling Association, hvor hun anerkendte sig selv som den første mester. Titlen blev dog erklæret ledig, da hun indstillede karrieren i 1956. NWA holdt dog op med at anerkende Burke som verdensmester allerede i 1954 og kårede June Byers som verdensmester. Da Byers indstillede karrieren i 1964, blev The Fabulous Moolah, der havde vundet NWA World Women's Championship (forgængeren til WWE Women's Championship) i en titelturnering i 1958, anerkendt som den nye verdensmester af de fleste NWA-territorier.
Traditionelt set er kvindekampe altid tidligt på programmet ved showet, og i USA er kvindekampe sjældent en main event. I 1980'erne og 1990'erne blev kvindewrestling præsenteret som en seriøs sport på lige fod med herrewrestling, men det var ikke så populært. I slutningen af 1990'erne begyndte WWF at sætte mere fokus på kvindewrestling, og de blev kaldt divaer. Divaerne var dog ofte mere for øjet end for selve wrestlingen, da mange af kvindewrestlerne fungerede som managere og havde fået middelmådig træning i wrestling. I 2004 blev Lita og Trish Stratus dog promoveret i main events på WWE's ugentlige tv-program RAW i kampe om WWE Women's Championship, og i 2007 introducerede TNA ligeledes en seriøs kvinderække med skabelsen af TNA Women's Knockout Championship. Kampe og indslag med knockouts ("hammerlækre"), som er det begreb, TNA bruger som synonym for kvindewrestlerne, har bidraget med nogle af de højeste seertal på TNA's ugentlige tv-program Impact!.
I Japan har kvindewrestling været etableret i længere tid, og en ren kvindeorganisation blev grundlagt i 1955 i form af All Japan Women's Pro-Wrestling. Her har kvindewrestling altid været præsenteret som en seriøs og atletisk sportsgren på niveau med herrewrestling. WWWA World Heavyweight Championship, der stammer direkte fra Burkes originale VM-titel for kvinder, blev genetableret i 1970 og har været den vigtigste titel lige siden. Siden 1970'erne har kvindewrestling været utroligt populært, og mange kvindewrestlere har udgivet musikalbum og blevet popstjerner i stil med den popularitet, som Hulk Hogan havde i USA i 1980'erne.

### Wrestling på tværs af kønnene
Sjældent kæmper mænd og kvinder imod hinanden i wrestling, fordi det betragtes som uretfærdigt og ikke galant. Komikeren Andy Kaufman brugte dette, som et led i at skabe opmærksomhed, da han skabte Intergender Championship, kårede sig selv som mester og tilbød alle kvinder, at de kunne udfordre ham. Det førte til en lang fejde med Jerry Lawler.
I 1980'erne begyndte tagteam-kampe med én kvinde og én mand på hvert hold at finde sted, dog med den regel at kun mændene og kvinderne måtte angribe hinanden indbyrdes. Hvis der blev lavet et tag, blev der automatisk også tagget ved det andet tagteam. Ofte ville heel-wrestlerne snyde og angribe den kvindelige wrestler på face-holdet.
Singlekampe mellem kønnene startede først for alvor i 1990'erne. Det startede med Luna Vachon, der kæmpede mod mænd (hvor hun som regel vandt) i både ECW og WWF. Senere blev Chyna den første kvinde, der vandt én af de større titler inden for herrewrestling, da hun erobrede WWF Intercontinental Championship.

### Dværgwrestling
Dværgwrestling har sin begyndelse i karnevaller. De senere år har dværgwrestlingens popularitet og antallet af dværge i wrestlingbranchen faldet, fordi flere wrestlingorganisationer har fjernet rækker og fejder for dværge. I WWE har man dog gjort enkelte forsøg på lave "mini"- og "junior"-rækker i 1990'erne og 2000'erne, og senest havde Hornswoggle en periode som indehaver af WWE Cruiserweight Championship. I Mexico er dværgwrestling stadig populært, dog mest som sideshow.

## Stile inden for wrestling
Der er et kæmpe marked for wrestling i USA, Japan og Mexico, for det er her, at wrestling er mest populært. Men der wrestles forskellige stile i de enkelte lande, fordi wrestlingen har udviklet sig forskelligt over en lang periode.
I USA har wrestling primært fokus på storyline og wrestlerens rolle. Der hører en historie til hver enkelt kamp, og en endnu længere historie til flere kampe. Historierne indeholder ofte face- og heel-wrestlere og knap så ofte anti-helte og tweeners (wrestlere, der ikke fuldstændigt er face- eller heel-wrestler). Det er en triumf, hvis face-wrestleren vinder, mens det er en tragedie, hvis heel-wrestleren vinder. Wrestlernes roller er sædvanligvis stærke og skarpe. Forskellen mellem de to modstandere er ofte meget intens i historien, og heel-wrestlere angriber ofte face-wrestlere under tv-interviews. Ofte er forholdet mellem de to wrestlere også meget komplekst.
Selvom mexicansk wrestling (lucha libre) også involverer storyline og wrestlernes roller, har disse klart mindre betydning. Wrestlere i Mexico er mere atletiske i modsætning til de store, muskelstærke wrestlere i USA. Forskellen skyldes, at det ofte er cruiserweight-wrestlere, der er de mest populære i Mexico. De benytter ofte højtflyvende wrestling-greb og gør meget ofte brug af ringrebene til at springe på deres modstander. Lucha libre er også meget kendt for tagteam-wrestling, og hvert hold består typisk af tre wrestlere i modsætning til to wrestlere i USA.
Japansk wrestling (puroresu) er også forskelligt. De adskiller sig fra amerikansk wrestling i form af psykologi og selve præsentationen af sporten. Det betragtes som en fuld kontaktsport med elementer af MMA og voldsomme submission-greb, hvorimod man i USA ofte forsøger at lave et underholdningsshow og har mere fokus på sportsunderholdning (sports entertainment). I Japan bruger wrestlerne ofte spark fra MMA, og mange af wrestlerne har en baggrund i netop MMA.

## Kultur

### Wrestling i mainstream-kulturen
Siden den første VM-titel inden for wrestling blev etableret, har wrestlere været berømte i mainstream-samfundet. Hver generation har formået at producere en række wrestlere, der også har skabt en karriere inden for musik, film, bøger, erhvervslivet og politik, og disse wrestlere har derved også opnået popularitet blandt folk, der ikke nødvendigvis interesserer sig for wrestling.
På samme måde har kendte mennesker fra andre sportsgrene eller andre dele af populærkulturen også blevet involveret i wrestling i en kort periode. I 1980'erne lykkedes det World Wrestling Federation at kombinere wrestling med musik, da WWF og MTV gik sammen om at lave The Rock 'n' Wrestling Connection. Filmen The Wrestler fra 2008 om en gammel, opslidt wrestlinglegende blev nomineret til adskillige oscar-priser.

### Studier af wrestling
Udfaldet af wrestlingkampene er for det meste aftalt.På grund af wrestlings stigende popularitet har sporten fået opmærksomhed fra en række akademiske studier og journalister. Mange kurser på universiteter, teser, essays og
doktorafhandlinger har analyseret wrestlingens skik og brug, indhold og rolle i et moderne samfund. Det har ofte været en del af studier sammen med teater, sociologi og medier. På et universitet i Massachusetts, USA har man endvidere lavet et kursus, der fokuserer på, hvor vigtigt wrestling er kulturelt.
I starten af 1900-tallet, da man fandt ud af, at "sporten" var iscenesat, så man generelt ned på wrestling som en form for billig og discountagtig underholdning, der primært henvendte sig til den ufaglærte arbejderklasse. Og selv om wrestling ofte er blevet beskrevet som en sæbeopera for mænd, har wrestling også fungeret som erstatning for litteratur og teater, bl.a. pga. brugen af helte, skurke, tragedier og moral.
En række dokumentarfilm studeret wrestlernes liv og de konsekvenser, det har på dem og deres familier. Dokumentarfilmen Beyond the Mat fra 1999 fokuserede på Terry Funk, Mick Foley og Jake Roberts, der hver især repræsenterede en række vigtige positive og negative aspekter inden for wrestlingsporten.

## Wrestling i Danmark
I Danmark tog wrestling for alvor sin start i 1990'erne da Asbjørn Riis åbnede en wrestlingskole på Mors. Asbjørn Riis kan således betragtes som grundlæggeren af wrestling i Danmark. I dag er de udøvende wrestlere i Danmark hovedsageligt samlet i Dansk Pro Wrestling og i Nordic Elite Wrestling (N.E.W)
Af kendte dansk wrestlere, kan bl.a. nævnes:
Asbjørn Riis
Søren Bjerg Nielsen, alias Sonne
Poul Roest, alias Mr. PPV
Benny Ray